# Усачик серый пятнистый
Усачик серый пятнистый (лат. Leiopus punctulatus)  — жук из семейства усачей и подсемейства ламиин (Lamiinae). Взрослые жуки встречаются с мая по июль.

## Описание
Жук маленьких размеров, в длину достигает всего 5—8 миллиметров.

## Распространение
Распространён в Европе.

## Экология и местообитания
Жизненный цикл длится год-два. Кормовыми растениями в основном являются тополи (Populus), в частности видов: осина (Populus tremula), оскарь (Populus nigra) и тополь белый (Populus alba).